# Grafschaft Bar-sur-Aube
Die Grafschaft Bar-sur-Aube entsprach der heutigen Stadt Bar-sur-Aube und Umgebung im Département Aube.

## Grafen von Bar-sur-Aube
- ???–???: Guido
- ???–???: Fulk Sohn
- ???–1003: Nocher I. Sohn von Archaud von La Ferte und der Acharda, Tochter Fulks
- 1003–1019: Nocher II. Sohn (wurde Graf von Soissons durch Heirat mit seiner Halbschwester, Adelise von Soissons)
- 1019–1040: Nocher III. Sohn
- 1040–1053: Adele Tochter
- ????–1074 Raoul (IV.) de Crépy Ehemann Adeles (Graf von Valois, Vexin und Amiens)
- 1074–1077 Simon Sohn

Im Jahr 1077 ging Simon ins Kloster, seine Besitzungen wurden verteilt. Valois ging an seinen Schwager Heribert IV. von Vermandois, Amiens das Bistum Amiens, und das Vexin an den König, der es mit dem Herzog der Normandie teile. Bar-sur-Aube und Vitry wurden von Theobald III. von Blois besetzt.
- 1077–1089 Theobald (III./I.) verheiratet mit Adelheid, Tochter Raouls IV. (Graf von Blois, Meaux und Troyes)
- 1089–1093 Odo (III.) Sohn (Graf von Meaux und Troyes)
- 1093–1125 Hugo Bruder (Graf von Meaux, Troyes und Champagne)

Nachdem Graf Hugo 1125 dem Orden der Tempelritter beitrat, vermachte er seinen Besitz seinem Neffen Theobald (IV./II.), Graf von Blois und Champagne.